# Can Salvi (Sant Andreu de la Barca)
Can Salvi és una obra del municipi de Sant Andreu de la Barca (Baix Llobregat) inclosa en l'Inventari del Patrimoni Arquitectònic de Catalunya.

## Descripció
La casa ha sofert diverses modificacions. Consta de planta baixa i dos pisos. Cal destacar les obertures d'arc de mig punt a la planta baixa i al segon pis, mentre que les del primer són rectangulars, amb pedra igual que la de la porta principal.